# Vereinigung der Pfälzer Kletterer
Die Vereinigung der Pfälzer Kletterer (PK) von 1919 ist ein Kletterverein mit Sitz in Annweiler, der sich um die Belange des Klettersports im Klettergebiet Pfälzer Wald kümmert.
Der Verein hat 1206 Mitglieder (Stand: 31. Dezember 2022).

## Geschichte
| Name            | Wohnort      | Funktion              |
| --------------- | ------------ | --------------------- |
| Jakob Otto      | Ludwigshafen | Vorsitzender          |
| Otto Harter     | Ludwigshafen | Schriftführer         |
| Theo Mann       | Ludwigshafen | Künstlerischer Beirat |
| Heinrich Müller | Landau       | Rechner               |
| Robert Kühl     | Saarbrücken  | 1. Beisitzer          |
| Fritz Mann      | Grafenwöhr   | 2. Beisitzer          |

Die Kletterbewegung in der Südpfalz hatte ihren Ursprung um das Jahr 1860, mit der Erstbesteigung des Asselsteins. Damals war diese noch unter Zuhilfenahme von Leitern, Drahtseilen und Haken erfolgt. Als Beginn des sportlichen Kletterns im Wasgau wird das Jahr 1903 angesehen. Damals bestiegen die Gebrüder Karl und Oskar Mugler den Rödelstein frei ohne Leitern. Im Jahr 1904 folgten weitere freikletternde Erstbegehungen des Hundsfels und des Jungturms. 1909 erfolgte die erste sportliche Besteigung des Asselsteins über den Normalweg.
Am 12. Oktober 1919 erreichte eine Seilschaft bestehend aus fünf Personen den Gipfel des Felsturms Asselstein. Sie dokumentierten im dortigen Gipfelbuch die Gründung der Vereinigung der Pfälzer Kletterer.

## Ziele
Zweck des Vereins ist, das Klettern, insbesondere an den Felsen im Naturpark Pfälzerwald zu fördern, die Kenntnis über das Dahn-Annweiler Felsenland zu erweitern, zu verbreiten und dessen Schönheit und Ursprünglichkeit zu erhalten.

## Aufgaben und Aktivitäten
Unterhaltung der Kletterwege, Auflegen und Pflege von Gipfelbüchern, Ausbildung im Klettersport, Vertretung der Belange des Klettersports im Naturpark Pfälzerwald gegenüber Behörden und Naturschutzverbänden.

### Naturschutzprojekte
Der Arbeitskreis Klettern und Naturschutz Pfalz (AKN) ist ein Zusammenschluss unterschiedlicher Interessensgruppen, Arbeitskreise, Vereine und Institutionen, die sich dem Naturschutz, insbesondere in der Pfalz, verschrieben haben, und der unteren Naturschutzbehörden (UNB) der Kreisverwaltungen in der Pfalz. In entsprechenden Fachgruppen werden Themen diskutiert, Probleme erörtert und Lösungen gesucht, die ein Miteinander von Sport und Natur ermöglichen.

#### Fachgruppe Vogelschutz
In der Fachgruppe Vogelschutz werden in einem geschlossenen Arbeitskreis die während der Vogelbrut-Periode (Februar bis etwa Juli) naturschutzfachlich notwendigen Felssperrungen diskutiert und im Konsens beschlossen. Üblicherweise gibt es im Jahr zwei oder mehr Sitzungen, in denen auf Grundlage des Arbeitspapiers die notwendigen Felssperrungen abgestimmt und vorgestellt werden.

#### Sanierung und Sicherheit
Die Fachgruppe Sanierung und Sicherheit (SanSi) sieht ihre Aufgabe in der Sicherheit des Kletterns in der Pfalz, unter Beibehaltung des traditionell geprägten Kletterstiles. Insbesondere werden Stand-, Zwischen- und Abseilhaken gewartet und auf den Einsatz von standard-konformen Material bei neuerschlossenen Routen geachtet.

### Richtlinien für sanftes Klettern
Mit zunehmender Beliebtheit des Klettersports steigt auch der Andrang auf die Klettergebiete in den pfälzer Felslandschaften. Zur Schonung der Natur, des Gesteins und zum Erhalt der Ursprünglichkeit der Kletterrouten wurden die Richtlinien für sanftes Klettern im Naturpark Pfälzerwald entworfen. Dabei geht es um das Verhalten am Fels und dessen direktem Umfeld. Insbesondere der Schutz seltener Pflanzen und Tiere sowie die Einhaltung der Felssperrung während der Vogelbrut von Wanderfalke und Uhu. Darüber hinaus wird der Umgang mit den Kletterrouten selbst geregelt. Bestehende Routen dürfen nicht verändert werden, um deren ursprünglichen Charakter zu erhalten. Auch die Neuerschließung folgt strengen Regeln und Standards. Dies betrifft den Mindestabstand zu bestehenden Routen und die Verwendung zertifizierter und fachgerecht gesetzter Ringe. Abstimmung mit dem Arbeitskreis Sanierung und Sicherheit (SanSi) wird dringend empfohlen. Chalk sollte generell nicht verwendet werden. Ist der Einsatz unumgänglich, so müssen die Spuren nachträglich wieder schonend vom Fels entfernt werden.
Die Richtlinien wurden gemeinsam erstellt von:
- Vereinigung der Pfälzer Kletterer e.V.
- Fachgruppe Sanierung und Sicherheit (SanSI) im Arbeitskreis Klettern und Naturschutz Pfalz (AKN)[10]
- Untere Landespflegebehörden Landkreis Südliche Weinstraße und Südwestpfalz
- Landesverband Rheinland-Pfalz e.V. des Deutschen Alpenvereins (DAV)
- Wasgau-Klettergilde (WKG)
- Naturfreunde Landesverband Rheinland-Pfalz

### Gipfelbücher
Gipfelbücher haben die Funktion eines Besucherbuches, in das sich Kletterer nach erreichen des Gipfels eintragen können. Die PK pflegt über 210 Gipfelbücher in der Südpfalz und im Elsass. Im Archiv finden sich mehr als 500 Bände, die für einige Felsen bis in das Jahr 1904 zurückreichen. 76 Exemplare sind digitalisiert und online einsehbar.

### Klettererhütte

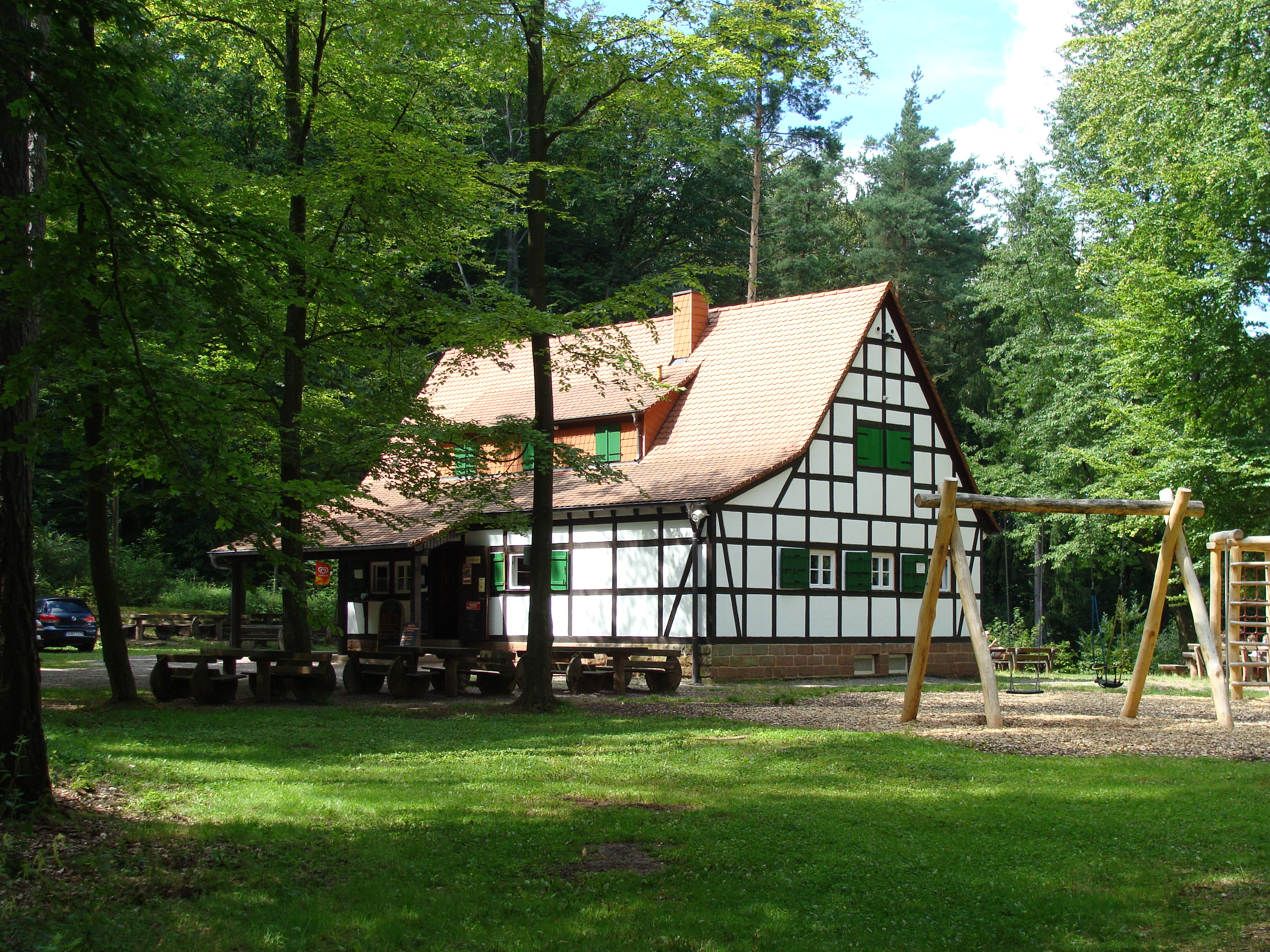
Klettererhütte

Die Klettererhütte wurde 1949/50 als Unterkunft für die Kletterer im Pfälzerwald erbaut; sie ist mittlerweile eine beliebte Ausflugsgaststätte oberhalb von Annweiler am Fuß des Asselsteins.

## Mitgliedschaften
- Interessengemeinschaft Klettern IG Klettern Bundesverband, assoziiertes Mitglied
- Deutscher Alpenverein (DAV) Kommission Klettern und Naturschutz